# Adele Farrington
Adele Farrington née en 1867 à New York et morte à Los Angeles le 19 décembre 1936, est une actrice américaine de l'ère du cinéma muet. Elle joue dans 74 films entre 1914 et 1926.

## Biographie
Née Anna King à Brooklyn, Adele Farrington est d'abord une comédienne de théâtre avant d'apparaître dans 74 films entre 1914 et 1926. Elle était une actrice relativement âgée pour l'ère du cinéma muet, ayant 47 ans au début de sa carrière cinématographique. Elle est apparue dans de nombreux films réalisés par Lois Weber et Phillips Smalley. Son mari était le réalisateur et acteur Hobart Bosworth, dans les films duquel elle est également souvent apparue. Ils divorcèrent et Bosworth s'est remarié à une femme plus jeune et a eu un enfant en 1920. Adele Farrington meurt à Los Angeles, en Californie, en 1936.

## Filmographie partielle
- 1914 : The Country Mouse de Hobart Bosworth : Addie Balderson
- 1916 : Her Bitter Cup de Joe King et Cleo Madison : Mary McDougal
- 1916 : The Way of the World de Lloyd B. Carleton : Mme Lake
- 1917 : The Inner Shrine de Frank Reicher
- 1917 : Le Contraste (The Price of a Good Time) de Lois Weber et Phillips Smalley
- 1917 : Mary le petit mousse (The Mate of the Sally Ann)  de Henry King : Mme Schuyler
- 1919 : A Fugitive from Matrimony de Henry King : de Mme Riggs
- 1920 : Une heure avant l'aube (One Hour Before Dawn) de Henry King : Mme Montague
- 1920 : Une poule mouillée (The Mollycoddle) de Victor Fleming
- 1920 : The Girl in the Web de Robert Thornby
- 1921 : Son enfant (The Child Thou Gavest Me) de John M. Stahl
- 1921 : L'École du charme (The Charm School) de James Cruze
- 1921 : Le Fils de l'oncle Sam chez nos aïeux (A Connecticut Yankee in King Arthur's Court) d'Emmett J. Flynn
- 1923 : Le Mur (The Man Next Door) de Victor Schertzinger : Mme Wisner
- 1924 : Une femme d'affaires (Along Came Ruth) de Edward Cline : la veuve Burnham
- 1926 : Shadow of the Law de Wallace Worsley